# أمير غاريت
أمير غاريت (بالإنجليزية: Amir Garrett) هو لاعب كرة قاعدة أمريكي، ولد في 3 مايو 1992 في فيكتورفيل في الولايات المتحدة.

## وصلات خارجية
- أمير غاريت على موقع دوري كرة القاعدة الرئيسي (الإنجليزية)
- أمير غاريت على موقعبيزبول رفرنس.كوم (الدوري الرئيسي) (الإنجليزية)
- أمير غاريت على موقعبيزبول رفرنس.كوم (الدوري الثانوي) (الإنجليزية)
- أمير غاريت على موقع إي إس بي إن.كوم (أم.أل.بي) (الإنجليزية)
- أمير غاريت على موقع مشجعي الرسوم البيانية (الإنجليزية)
- أمير غاريت على موقع كلية كرة السلة في سبورتس رفرنس.كوم (الإنجليزية)
- أمير غاريت على موقع ريلجم (الإنجليزية)